# غيروترون

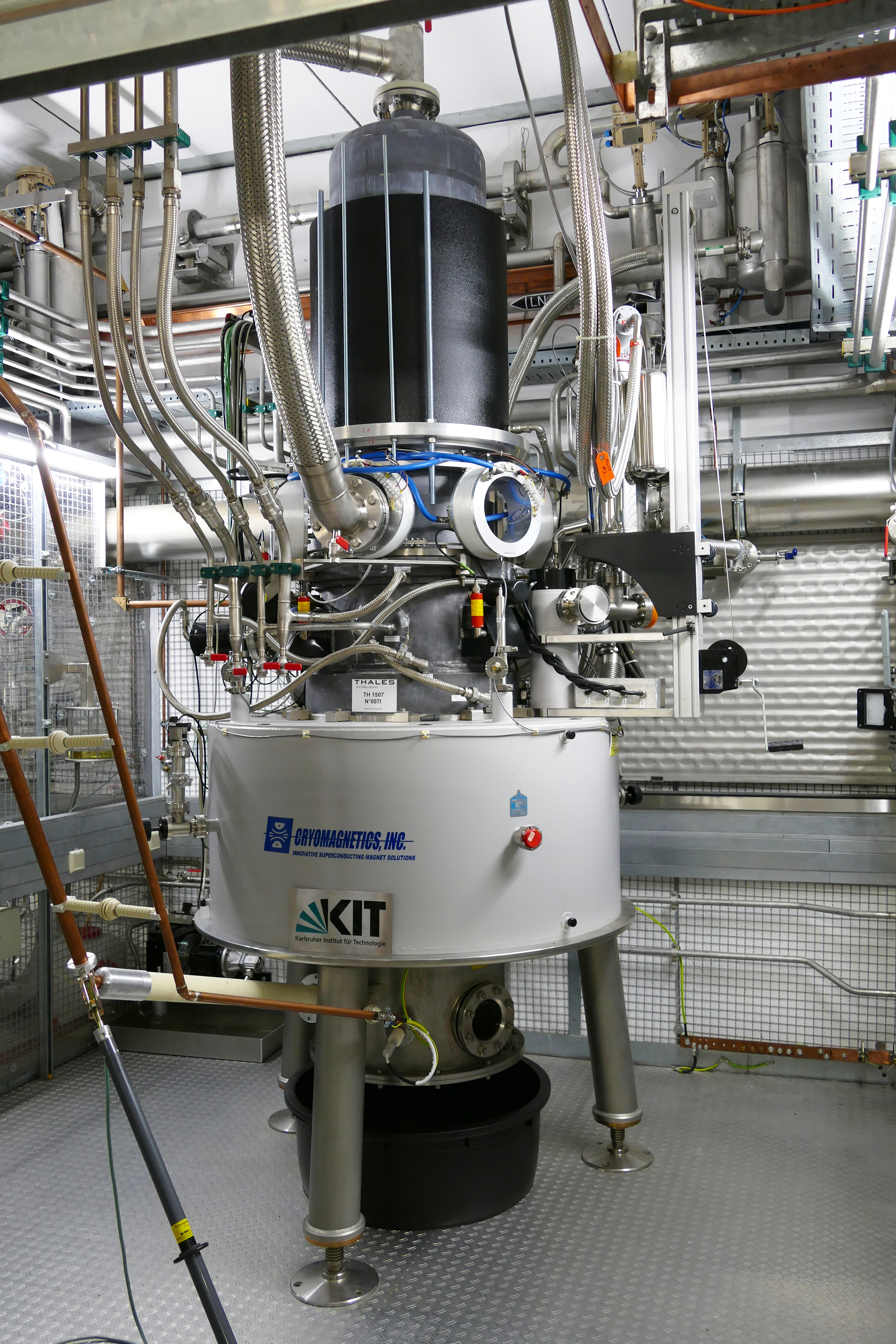
جروترون عالي الطاقة 140 جيجاهرتز لتسخين البلازما في تجربة الاندماج Wendelstein 7-X، ألمانيا.

الغيرترون ويُكتب أيضًا في بعض المصادر الجيروترون هو فئة من الأنابيب المفرغة ذات الحزمة الخطية عالية الطاقة والتي تولد موجات كهرومغناطيسية بموجة ملليمتر بواسطة الرنين الحلقي للإلكترونات في مجال مغناطيسي قوي. تتراوح ترددات الإخراج من حوالي 20 إلى 527 جيجا هرتز، تغطي الأطوال الموجية من الميكروويف إلى حافة فجوة تيراهيرتز. الناتج نموذجية القوى تتراوح بين عشرات كيلوواط إلى 1-2 ميجاوات. يمكن تصميم الجيروترونات للتشغيل النبضي أو المستمر. اخترع العلماء السوفييت في معهد أبحاث الفيزياء الراديوية (NIRFI)، ومقرها نيجني نوفغورود، روسيا.

## مبدأ التشغيل

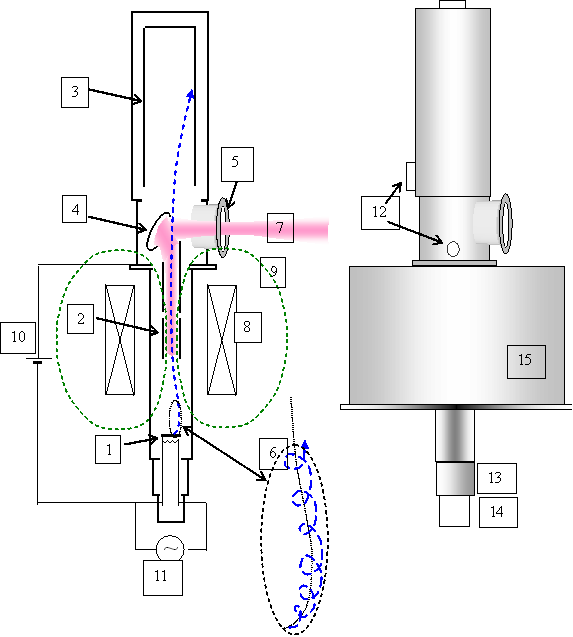
رسم تخطيطي للجيروترون

الجيروترون هو نوع من مازر الإلكترون الحر الذي يولد إشعاعًا كهرومغناطيسيًا عالي التردد عن طريق الرنين السيكلوتروني المحفز للإلكترونات التي تتحرك خلال مجال مغناطيسي قوي. يمكن أن ينتج طاقة عالية بأطوال موجية مليمترية لأنه كجهاز موجات سريعة يمكن أن تكون أبعاده أكبر بكثير من الطول الموجي للإشعاع. هذا على عكس الأنابيب المفرغة للميكروويف التقليدية مثل الكليسترونات والمغنيترونات، حيث يتم تحديد الطول الموجي بواسطة تجويف طنين أحادي النمط، وهيكل الموجة البطيئة، وبالتالي مع زيادة ترددات التشغيل، يجب أن تنخفض هياكل التجويف الرنانة في الحجم، والتي يحد من قدرتها على التعامل مع القوة.
في الجيروترون، يُصدر خيوط ساخنة في مسدس إلكتروني في أحد طرفي الأنبوب حزمة من الإلكترونات على شكل حلقي (أنبوبي مجوف)، والتي يتم تسريعها بواسطة أنود عالي الجهد ثم ينتقل عبر هيكل تجويف رنان أنبوبي كبير في مجال مغناطيسي محوري قوي، يتم إنشاؤه عادةً بواسطة مغناطيس فائق التوصيل حول الأنبوب. يتسبب الحقل في تحرك الإلكترونات حلزونيًا في دوائر ضيقة حول خطوط المجال المغناطيسي أثناء انتقالها بالطول عبر الأنبوب. في الموضع في الأنبوب حيث يصل المجال المغناطيسي إلى الحد الأقصى، تشع الإلكترونات موجات كهرومغناطيسية في اتجاه عرضي (عمودي على محور الأنبوب) عند تردد الرنين الحلقي. يُشكِّل إشعاع المليمتر موجات ثابتة في الأنبوب، والتي تعمل كتجويف رنيني مفتوح النهاية، وتتشكل في حزمة تشع من خلال نافذة في جانب الأنبوب إلى دليل موجي. يتم امتصاص شعاع الإلكترون المستهلك بواسطة قطب مجمع في نهاية الأنبوب.
كما هو الحال في أنابيب الميكروويف ذات الحزمة الخطية الأخرى، تأتي طاقة الموجات الكهرومغناطيسية الناتجة من الطاقة الحركية لحزمة الإلكترون، والتي ترجع إلى تسارع جهد الأنود. في المنطقة قبل تجويف الرنين حيث تزداد قوة المجال المغناطيسي، يضغط شعاع الإلكترون، ويحول سرعة الانجراف الطولي إلى سرعة مدارية عرضية، في عملية مماثلة لتلك التي تحدث في مرآة مغناطيسية تستخدم في حبس البلازما. تبلغ السرعة المدارية للإلكترونات 1.5 إلى 2 ضعف سرعة الحزمة المحورية. بسبب الموجات الدائمة في تجويف الرنين، تصبح الإلكترونات «متجمعة» ؛ أي أن طورهم يصبح متماسكًا (متزامنًا) بحيث يكونون جميعًا في نفس النقطة في مدارهم في نفس الوقت. لذلك، فإنها تصدر إشعاعًا متماسكًا.
سرعة الإلكترون في الجيروترون نسبية إلى حد ما (بترتيب ولكن ليس بالقرب من سرعة الضوء). هذا يتناقض مع ليزر الإلكترون الحر (و xaser ) الذي يعمل على مبادئ مختلفة وإلكتروناته نسبية للغاية.

## التطبيقات
تُستخدم الجيروترونات في العديد من تطبيقات التدفئة الصناعية وذات التقنية العالية. على سبيل المثال، تُستخدم الجيروترونات في تجارب أبحاث الاندماج النووي لتسخين البلازما وأيضًا في الصناعة التحويلية كأداة تسخين سريعة في معالجة الزجاج والمركبات والسيراميك، وكذلك في التلدين (الطاقة الشمسية وأشباه الموصلات). تشمل التطبيقات العسكرية نظام الرفض النشط.

## أنواع
يمكن أن تكون نافذة إخراج الأنبوب الذي تخرج منه حزمة الموجات الصغرية في موقعين. في جيروترون الناتج المستعرض، يخرج الشعاع من خلال نافذة في جانب الأنبوب. يتطلب هذا مرآة بزاوية 45 درجة في نهاية التجويف لعكس حزمة الموجات الصغرية، الموضوعة في جانب واحد حتى لا تتمكن شعاع الإلكترون من ذلك. في الجيروترون الناتج المحوري، تخرج الحزمة من خلال نافذة في نهاية الأنبوب في الطرف البعيد من قطب المجمع الأسطواني الذي يجمع الإلكترونات.
كان الجيروترون الأصلي الذي تم تطويره في عام 1964 مذبذبًا، ولكن منذ ذلك الوقت تم تطوير مضخمات الجيروترون. يمكن لشعاع الإلكترون الجيروتروني الحلزوني تضخيم إشارة الميكروويف المطبقة بشكل مشابه للطريقة التي يتم بها تضخيم حزمة الإلكترون المستقيمة في أنابيب الميكروويف التقليدية مثل كليسترون، لذلك هناك سلسلة من الجيروترونات التي تعمل بشكل مشابه لهذه الأنابيب. ميزتها هي أنها يمكن أن تعمل على ترددات أعلى بكثير. الجيروسكوب أحادي (مذبذب الدوران) هو جيروترون أحادي التجويف يعمل كمذبذب. الجيروسكوب هو مكبر يعمل بشكل مشابه لأنبوب كليسترون. يحتوي على اثنين من تجاويف الميكروويف على طول حزمة الإلكترون، وتجويف الإدخال في المنبع حيث يتم تطبيق الإشارة المراد تضخيمها وتجويف الإخراج في اتجاه المصب الذي يتم أخذ الإخراج منه. الجيروسكوب تي دبليو تي هو مضخم يعمل بشكل مشابه لأنبوب موجة متنقلة (تي دبليو تي). لها بنية موجية بطيئة مماثلة لتوازي تي دبليو أي مع الحزمة، مع تطبيق إشارة الميكروويف المدخلة على نهاية المنبع وإشارة الخرج المضخمة المأخوذة من نهاية المصب. الجيروسكوب بي دبليو أو هو مذبذب يعمل بشكل مشابه لمذبذب الموجة المتخلفة (بي دبليو إس). يولد ذبذبات تتحرك في الاتجاه المعاكس لحزمة الإلكترون، والتي يتم إخراجها في نهاية المنبع للأنبوب. الجيروسكوب تويسترون هو مكبر للصوت يعمل بشكل مشابه لتوايستورن، وهو أنبوب يجمع بين كليسترون وتي دبليو تي. مثل كلايستورن، فإنه يحتوي على تجويف إدخال في نهاية المنبع متبوعًا بتجاويف مجمعة لتجميع الإلكترونات، والتي يتبعها هيكل الموجة البطيئة من نوع تي دبليو تي الذي يطور إشارة الخرج المضخمة. مثل تي دبليو تي، لديها نطاق ترددي واسع.

## المصنّعين
اخترع الجيروترون في الاتحاد السوفيتي. يشمل المصنّعون الحاليون كلاً من كوميونيكيشنز آند باور إندستريز (الولايات المتحدة الأمريكية)، جيكوم (روسيا)، مجموعة تاليس (الاتحاد الأوروبي)، توشيبا (اليابان، الآن كانون، أيضًا من اليابان)، وشركة بريدج 12 تكنولوجيز.

## روابط خارجية
- معلومات أكثر عن الجيروترون